# Vejle Sygehus
Vejle Sygehus, Sygehus Lillebælt (SLB), er et mellemstort sygehus beliggende i Vejle. Det har siden Strukturreformen 2007 været drevet af Region Syddanmark og hørte inden da under Vejle Amt.
Sygehuset ligger op mod den nordlige bakkekam ved Vejle Centrum og kan ses fra næsten hele byen.
Det nuværende sygehus blev opført i 1890 og mange nye bygninger skød frem i løbet af 1960'erne. I 1974 stod en ny 10-etagers sengebygning færdig. Den mest omfangsrige renovering startede i 1988.
Sygehuset blev i 2008 en del af Sygehus Lillebælt sammen med de øvrige sygehusenheder, Kolding Sygehus og Middelfart Sygehus.
Vejle Sygehus har flere gange været landets førende indenfor nye behandlingsmetoder samt de elektroniske patientjournaler, som blev indført allerede i 1997. Sygehuset arbejdede i 2013-2014 på at indføre en elektronisk gennemgang af disse patientjournaler, for at optimere patientsikkerheden på sygehuset. Ved hjælp af Automatisk Trigger Søgning (forkortet ATS), kunne man skanne 2.000 journaler på et minut for ord, der tyder på patientskade. Disse kan sidenhen gennemgås af fagpersonale for at skabe et datagrundlag, der kan vise, om forebyggende tiltag virker eller ej.
Vejle Sygehus blev i 2008 kåret som Danmarks bedste sygehus af Dagens Medicin. Desuden blev onkologisk afdeling kåret som Årets arbejdsplads i 2008. I den nye sygehusstruktur fra Region Syddanmark er Vejle Sygehus valgt til at være specialsygehus, særligt indenfor kræftområdet. Sygehuset har efterfølgende vundet prisen som Danmarks bedste mellemstore sygehus adskillige gange.